# هرنان پلانو
هرنان پلانو (انگلیسی: Hernán Pellerano؛ زادهٔ ۴ ژوئن ۱۹۸۴) بازیکن فوتبال اهل آرژانتین است که برای باشگاه آرژانتینی سن مارتین د توکومان در پست مدافع میانی بازی می‌کند.